# Rudolf van Oostenrijk (1858-1889)

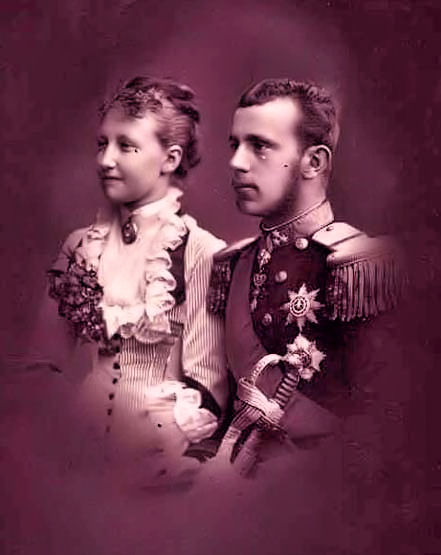
Verlovingsfoto van aartshertog Rudolf en prinses Stefanie van België

Rudolf Frans Karel Jozef (Slot Franzenburg, 21 augustus 1858 – Slot Mayerling, 30 januari 1889), aartshertog van Oostenrijk, was kroonprins van Oostenrijk-Hongarije. 

## Jeugd
Rudolf was de enige zoon van keizer Frans Jozef I van Oostenrijk en keizerin Elisabeth (Sisi). Hij kreeg aanvankelijk een zeer strenge Spartaanse opvoeding en werd regelmatig 's nachts wakker gemaakt door kanonschoten. Hij kon dit niet aan en mede daardoor plaste hij nog tot zijn elfde levensjaar in zijn bed. Toen zijn moeder Elisabeth hiervan hoorde, eiste zij dat dit ophield. Ze stelde haar man Franz Josef voor een ultimatum: óf ze ging bij hem weg óf zij mocht over de opvoeding van hun zoon beslissen. Franz Josef koos het laatste. Hierdoor kreeg Rudolf een veel aangenamere jeugd en daar was hij zijn moeder zijn hele leven dankbaar voor. Hij kreeg een liberale leermeester en werd opgevoed met de liberale ideeën van zijn moeder. Niettemin bekommerde de keizerin zich over het algemeen weinig om haar zoon, hoewel hij qua karakter het meest van al haar kinderen op haar leek.

## Leven
Rudolf was een intelligente man, die verschillende artikels geschreven en gepubliceerd heeft. Dit deed hij onder pseudoniem, aangezien niemand mocht weten dat het de troonopvolger was die zo te koop liep met zijn ideeën; ideeën die bovendien rechtstreeks ingingen tegen die van zijn vader en van de cirkel van aristocraten waarmee deze zich omringde. Hij was bijzonder geïnteresseerd in natuurwetenschappen en publiceerde ook, over zijn reizen en over allerlei zoölogische onderwerpen. 
De kroonprins had van jongs af aan een zeer geregeld leven. Iedere dag werd planmatig vastgelegd. Zo valt nu nog te lezen dat de jonge Rudolf iedere dag tussen 10 en 11 "Zu Majestäten", dat wil zeggen, naar zijn ouders ging. Ook de dag van Rudolfs seksuele inwijding is vastgelegd. Dat gebeurde op 27 december 1871, na een bezoek aan een viskwekerij in Salzburg. Vanaf dat moment had Rudolf een stoet aan vriendinnen. Graaf Monts, de Duitse gezant in Wenen, merkte daarover op dat "die Weiberherzen flogen dem Kronprinzen des weiten Österreichs, nu so zu, hielten vielleicht die Hingabe an dem jungen, eleganten Prinzen für eine patriotische Pflicht". Zeker is dat de prins in 1886-87 leed aan gonorroe. Ook zijn weduwe getuigde hiervan in haar memoires, namelijk dat zij - door toedoen van de prins - onvruchtbaar geworden was. In 1887 werd hij ter gelegenheid van het gouden regeringsjublieum van koningin Victoria opgenomen in de Orde van de Kousenband. In 1888 werd hij op aandrang van Wilhelm II, die even daarvoor keizer van Duitsland was geworden, door zijn vader ontheven uit zijn militaire functies. Wat daarvoor de reden was, is niet duidelijk. Duidelijk is wel dat de generatiegenoten Wilhelm en Rudolf elkaar in het geheel niet lagen. Volgens de Britse kroonprins Edward, die zeer goed met Rudolf bevriend was en deelde in zijn aversie van de nieuwe Duitse keizer, was dit ontslag een van de aanleidingen tot het drama van Mayerling.

## Huwelijk en kind

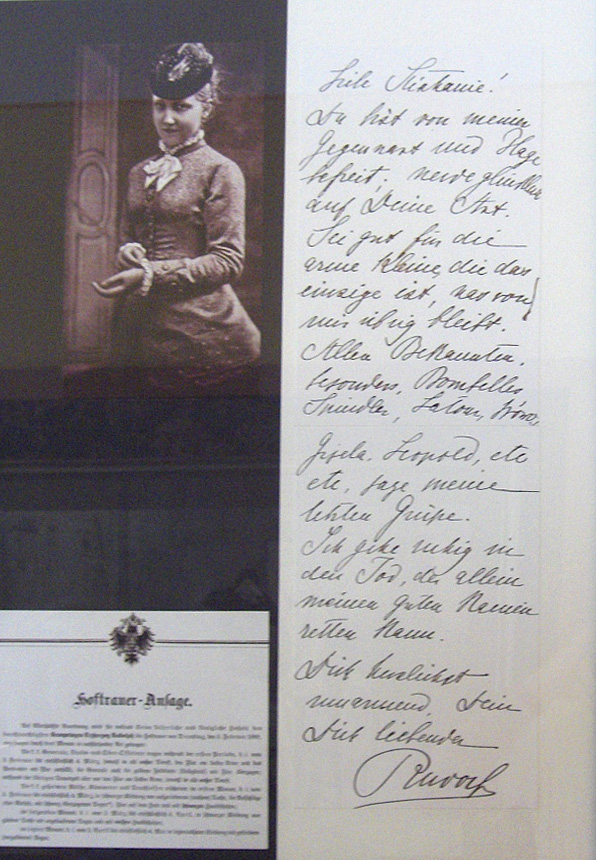
De afscheidsbrief van Rudolf van Oostenrijk

In 1881 trouwde Rudolf met Stefanie, de dochter van Leopold II van België. Samen kregen zij in 1883 een dochtertje, aartshertogin Elisabeth Marie (ook wel Erzi genoemd). Het huwelijk was aanvankelijk gelukkig maar dat veranderde al snel toen bleek dat de kroonprins geenszins van plan was zijn losbandige leven op te geven. 

## Mayerling
Rudolf was een goed jager. Hij verbleef dan ook vaak in zijn jachtslot te Mayerling. In 1889 overleed hij op dertigjarige leeftijd in ditzelfde jachtslot samen met zijn maîtresse Marie von Vetsera. Algemeen wordt aangenomen dat hij eerst haar vermoordde om vervolgens de revolver op zichzelf te richten. De lichamen werden gevonden door graaf Jozef Hoyos en Filips van Saksen-Coburg en Gotha, jachtvrienden van de prins. Graaf Hoyos reisde meteen naar Wenen om de keizerin op de hoogte te stellen. In eerste instantie was zijn lezing dat Marie Rudolf vergiftigd had en daarna zichzelf. Elisabeth moest het bericht vervolgens overbrengen aan haar man. Rudolfs zuster Valerie, die bij dit alles aanwezig was, schreef in haar dagboek: "Elastisch tritt er (Frans Jozef) ein, gebrochen, gesenkten Hauptes verläßt er das Zimmer". De keizerin liet vervolgens de vriendin van de keizer, Katharina Schratt komen, omdat zij de enige was die de keizer op dit moment tot steun kon zijn.
Door sommigen werd eraan getwijfeld of sprake was van moord of zelfmoord aangezien de liberaal gezinde kroonprins behoorlijk wat tegenstanders had. De zelfmoord was evenwel duidelijk. Zowel Marie als Rudolf lieten afscheidsbrieven achter. Rudolf schreef er een aan zijn vrouw en een aan zijn moeder. Die laatste brief is niet bewaard gebleven. Toen eenmaal vaststond dat hij zelfmoord had gepleegd, moesten artsen een verklaring opstellen waaruit zou blijken dat de kroonprins ten tijde van zijn daad krankzinnig was geweest, om zo een begrafenis volgens katholieke riten mogelijk te maken. 
Rudolfs kleindochter Stéphanie van Windisch-Graetz stierf in 2005.

## Kwartierstaat
| Frans II van Oostenrijk (1768-1835) | Frans II van Oostenrijk (1768-1835) | Frans II van Oostenrijk (1768-1835) | Frans II van Oostenrijk (1768-1835) | Frans II van Oostenrijk (1768-1835)    | Frans II van Oostenrijk (1768-1835)    | Maria Theresia van Bourbon-Sicilië (1772-1807) | Maria Theresia van Bourbon-Sicilië (1772-1807) | Maria Theresia van Bourbon-Sicilië (1772-1807) | Maria Theresia van Bourbon-Sicilië (1772-1807) | Maria Theresia van Bourbon-Sicilië (1772-1807) | Maria Theresia van Bourbon-Sicilië (1772-1807) |                                                      |                                                      | Maximiliaan I Jozef van Beieren (1756-1825)          | Maximiliaan I Jozef van Beieren (1756-1825)          | Maximiliaan I Jozef van Beieren (1756-1825)          | Maximiliaan I Jozef van Beieren (1756-1825)          | Maximiliaan I Jozef van Beieren (1756-1825) | Maximiliaan I Jozef van Beieren (1756-1825) | Caroline van Baden (1776-1841)                 | Caroline van Baden (1776-1841)                 | Caroline van Baden (1776-1841)                 | Caroline van Baden (1776-1841)                 | Caroline van Baden (1776-1841)                 | Caroline van Baden (1776-1841)                 |  |  | Pius August in Beieren (1786-1837)                  | Pius August in Beieren (1786-1837)                  | Pius August in Beieren (1786-1837)                  | Pius August in Beieren (1786-1837)                  | Pius August in Beieren (1786-1837)                  | Pius August in Beieren (1786-1837)                  | Amalia Louise van Arenberg (1789-1823)   | Amalia Louise van Arenberg (1789-1823)   | Amalia Louise van Arenberg (1789-1823)   | Amalia Louise van Arenberg (1789-1823)   | Amalia Louise van Arenberg (1789-1823)   | Amalia Louise van Arenberg (1789-1823)   |                                          |                                          | Maximiliaan I Jozef van Beieren (1756-1825) | Maximiliaan I Jozef van Beieren (1756-1825) | Maximiliaan I Jozef van Beieren (1756-1825) | Maximiliaan I Jozef van Beieren (1756-1825) | Maximiliaan I Jozef van Beieren (1756-1825) | Maximiliaan I Jozef van Beieren (1756-1825) | Caroline van Baden (1776-1841)   | Caroline van Baden (1776-1841)   | Caroline van Baden (1776-1841) | Caroline van Baden (1776-1841) | Caroline van Baden (1776-1841) | Caroline van Baden (1776-1841) |  |  |  |  |  |  |  |  |  |  |  |  |  |  |  |  |  |  |  |  |  |  |  |  |  |  |  |  |  |  |  |  |  |  |  |  |  |  |  |  |  |  |  |  |  |  |  |  |
| Frans II van Oostenrijk (1768-1835) | Frans II van Oostenrijk (1768-1835) | Frans II van Oostenrijk (1768-1835) | Frans II van Oostenrijk (1768-1835) | Frans II van Oostenrijk (1768-1835)    | Frans II van Oostenrijk (1768-1835)    | Maria Theresia van Bourbon-Sicilië (1772-1807) | Maria Theresia van Bourbon-Sicilië (1772-1807) | Maria Theresia van Bourbon-Sicilië (1772-1807) | Maria Theresia van Bourbon-Sicilië (1772-1807) | Maria Theresia van Bourbon-Sicilië (1772-1807) | Maria Theresia van Bourbon-Sicilië (1772-1807) |                                                      |                                                      | Maximiliaan I Jozef van Beieren (1756-1825)          | Maximiliaan I Jozef van Beieren (1756-1825)          | Maximiliaan I Jozef van Beieren (1756-1825)          | Maximiliaan I Jozef van Beieren (1756-1825)          | Maximiliaan I Jozef van Beieren (1756-1825) | Maximiliaan I Jozef van Beieren (1756-1825) | Caroline van Baden (1776-1841)                 | Caroline van Baden (1776-1841)                 | Caroline van Baden (1776-1841)                 | Caroline van Baden (1776-1841)                 | Caroline van Baden (1776-1841)                 | Caroline van Baden (1776-1841)                 |  |  | Pius August in Beieren (1786-1837)                  | Pius August in Beieren (1786-1837)                  | Pius August in Beieren (1786-1837)                  | Pius August in Beieren (1786-1837)                  | Pius August in Beieren (1786-1837)                  | Pius August in Beieren (1786-1837)                  | Amalia Louise van Arenberg (1789-1823)   | Amalia Louise van Arenberg (1789-1823)   | Amalia Louise van Arenberg (1789-1823)   | Amalia Louise van Arenberg (1789-1823)   | Amalia Louise van Arenberg (1789-1823)   | Amalia Louise van Arenberg (1789-1823)   |                                          |                                          | Maximiliaan I Jozef van Beieren (1756-1825) | Maximiliaan I Jozef van Beieren (1756-1825) | Maximiliaan I Jozef van Beieren (1756-1825) | Maximiliaan I Jozef van Beieren (1756-1825) | Maximiliaan I Jozef van Beieren (1756-1825) | Maximiliaan I Jozef van Beieren (1756-1825) | Caroline van Baden (1776-1841)   | Caroline van Baden (1776-1841)   | Caroline van Baden (1776-1841) | Caroline van Baden (1776-1841) | Caroline van Baden (1776-1841) | Caroline van Baden (1776-1841) |  |  |  |  |  |  |  |  |  |  |  |  |  |  |  |  |  |  |  |  |  |  |  |  |  |  |  |  |  |  |  |  |  |  |  |  |  |  |  |  |  |  |  |  |  |  |  |  |
|                                     |                                     |                                     |                                     |                                        |                                        |                                                |                                                |                                                |                                                |                                                |                                                |                                                      |                                                      |                                                      |                                                      |                                                      |                                                      |                                             |                                             |                                                |                                                |                                                |                                                |                                                |                                                |  |  |                                                     |                                                     |                                                     |                                                     |                                                     |                                                     |                                          |                                          |                                          |                                          |                                          |                                          |                                          |                                          |                                             |                                             |                                             |                                             |                                             |                                             |                                  |                                  |                                |                                |                                |                                |  |  |  |  |  |  |  |  |  |  |  |  |  |  |  |  |  |  |  |  |  |  |  |  |  |  |  |  |  |  |  |  |  |  |  |  |  |  |  |  |  |  |  |  |  |  |  |  |
|                                     |                                     |                                     |                                     | Frans Karel van Oostenrijk (1802-1878) | Frans Karel van Oostenrijk (1802-1878) | Frans Karel van Oostenrijk (1802-1878)         | Frans Karel van Oostenrijk (1802-1878)         | Frans Karel van Oostenrijk (1802-1878)         | Frans Karel van Oostenrijk (1802-1878)         |                                                |                                                |                                                      |                                                      |                                                      |                                                      | Sophie van Beieren (1805-1872)                       | Sophie van Beieren (1805-1872)                       | Sophie van Beieren (1805-1872)              | Sophie van Beieren (1805-1872)              | Sophie van Beieren (1805-1872)                 | Sophie van Beieren (1805-1872)                 |                                                |                                                |                                                |                                                |  |  |                                                     |                                                     |                                                     |                                                     | Maximiliaan Jozef in Beieren (1808-1888)            | Maximiliaan Jozef in Beieren (1808-1888)            | Maximiliaan Jozef in Beieren (1808-1888) | Maximiliaan Jozef in Beieren (1808-1888) | Maximiliaan Jozef in Beieren (1808-1888) | Maximiliaan Jozef in Beieren (1808-1888) |                                          |                                          |                                          |                                          |                                             |                                             | Ludovika van Beieren (1808-1892)            | Ludovika van Beieren (1808-1892)            | Ludovika van Beieren (1808-1892)            | Ludovika van Beieren (1808-1892)            | Ludovika van Beieren (1808-1892) | Ludovika van Beieren (1808-1892) |                                |                                |                                |                                |  |  |  |  |  |  |  |  |  |  |  |  |  |  |  |  |  |  |  |  |  |  |  |  |  |  |  |  |  |  |  |  |  |  |  |  |  |  |  |  |  |  |  |  |  |  |  |  |
|                                     |                                     |                                     |                                     | Frans Karel van Oostenrijk (1802-1878) | Frans Karel van Oostenrijk (1802-1878) | Frans Karel van Oostenrijk (1802-1878)         | Frans Karel van Oostenrijk (1802-1878)         | Frans Karel van Oostenrijk (1802-1878)         | Frans Karel van Oostenrijk (1802-1878)         |                                                |                                                |                                                      |                                                      |                                                      |                                                      | Sophie van Beieren (1805-1872)                       | Sophie van Beieren (1805-1872)                       | Sophie van Beieren (1805-1872)              | Sophie van Beieren (1805-1872)              | Sophie van Beieren (1805-1872)                 | Sophie van Beieren (1805-1872)                 |                                                |                                                |                                                |                                                |  |  |                                                     |                                                     |                                                     |                                                     | Maximiliaan Jozef in Beieren (1808-1888)            | Maximiliaan Jozef in Beieren (1808-1888)            | Maximiliaan Jozef in Beieren (1808-1888) | Maximiliaan Jozef in Beieren (1808-1888) | Maximiliaan Jozef in Beieren (1808-1888) | Maximiliaan Jozef in Beieren (1808-1888) |                                          |                                          |                                          |                                          |                                             |                                             | Ludovika van Beieren (1808-1892)            | Ludovika van Beieren (1808-1892)            | Ludovika van Beieren (1808-1892)            | Ludovika van Beieren (1808-1892)            | Ludovika van Beieren (1808-1892) | Ludovika van Beieren (1808-1892) |                                |                                |                                |                                |  |  |  |  |  |  |  |  |  |  |  |  |  |  |  |  |  |  |  |  |  |  |  |  |  |  |  |  |  |  |  |  |  |  |  |  |  |  |  |  |  |  |  |  |  |  |  |  |
|                                     |                                     |                                     |                                     |                                        |                                        |                                                |                                                |                                                |                                                | Frans Jozef I van Oostenrijk (1830-1916)       | Frans Jozef I van Oostenrijk (1830-1916)       | Frans Jozef I van Oostenrijk (1830-1916)             | Frans Jozef I van Oostenrijk (1830-1916)             | Frans Jozef I van Oostenrijk (1830-1916)             | Frans Jozef I van Oostenrijk (1830-1916)             |                                                      |                                                      |                                             |                                             |                                                |                                                |                                                |                                                |                                                |                                                |  |  |                                                     |                                                     |                                                     |                                                     |                                                     |                                                     |                                          |                                          |                                          |                                          | Elisabeth in Beieren (1837-1898)         | Elisabeth in Beieren (1837-1898)         | Elisabeth in Beieren (1837-1898)         | Elisabeth in Beieren (1837-1898)         | Elisabeth in Beieren (1837-1898)            | Elisabeth in Beieren (1837-1898)            |                                             |                                             |                                             |                                             |                                  |                                  |                                |                                |                                |                                |  |  |  |  |  |  |  |  |  |  |  |  |  |  |  |  |  |  |  |  |  |  |  |  |  |  |  |  |  |  |  |  |  |  |  |  |  |  |  |  |  |  |  |  |  |  |  |  |
|                                     |                                     |                                     |                                     |                                        |                                        |                                                |                                                |                                                |                                                | Frans Jozef I van Oostenrijk (1830-1916)       | Frans Jozef I van Oostenrijk (1830-1916)       | Frans Jozef I van Oostenrijk (1830-1916)             | Frans Jozef I van Oostenrijk (1830-1916)             | Frans Jozef I van Oostenrijk (1830-1916)             | Frans Jozef I van Oostenrijk (1830-1916)             |                                                      |                                                      |                                             |                                             |                                                |                                                |                                                |                                                |                                                |                                                |  |  |                                                     |                                                     |                                                     |                                                     |                                                     |                                                     |                                          |                                          |                                          |                                          | Elisabeth in Beieren (1837-1898)         | Elisabeth in Beieren (1837-1898)         | Elisabeth in Beieren (1837-1898)         | Elisabeth in Beieren (1837-1898)         | Elisabeth in Beieren (1837-1898)            | Elisabeth in Beieren (1837-1898)            |                                             |                                             |                                             |                                             |                                  |                                  |                                |                                |                                |                                |  |  |  |  |  |  |  |  |  |  |  |  |  |  |  |  |  |  |  |  |  |  |  |  |  |  |  |  |  |  |  |  |  |  |  |  |  |  |  |  |  |  |  |  |  |  |  |  |
|                                     |                                     |                                     |                                     |                                        |                                        |                                                |                                                |                                                |                                                |                                                |                                                |                                                      |                                                      |                                                      |                                                      |                                                      |                                                      |                                             |                                             |                                                |                                                |                                                |                                                |                                                |                                                |  |  |                                                     |                                                     |                                                     |                                                     |                                                     |                                                     |                                          |                                          |                                          |                                          |                                          |                                          |                                          |                                          |                                             |                                             |                                             |                                             |                                             |                                             |                                  |                                  |                                |                                |                                |                                |  |  |  |  |  |  |  |  |  |  |  |  |  |  |  |  |  |  |  |  |  |  |  |  |  |  |  |  |  |  |  |  |  |  |  |  |  |  |  |  |  |  |  |  |  |  |  |  |
|                                     |                                     |                                     |                                     |                                        |                                        |                                                |                                                |                                                |                                                |                                                |                                                |                                                      |                                                      |                                                      |                                                      |                                                      |                                                      |                                             |                                             |                                                |                                                |                                                |                                                |                                                |                                                |  |  |                                                     |                                                     |                                                     |                                                     |                                                     |                                                     |                                          |                                          |                                          |                                          |                                          |                                          |                                          |                                          |                                             |                                             |                                             |                                             |                                             |                                             |                                  |                                  |                                |                                |                                |                                |  |  |  |  |  |  |  |  |  |  |  |  |  |  |  |  |  |  |  |  |  |  |  |  |  |  |  |  |  |  |  |  |  |  |  |  |  |  |  |  |  |  |  |  |  |  |  |  |
|                                     |                                     |                                     |                                     |                                        |                                        |                                                |                                                |                                                |                                                |                                                |                                                | Sophie Frederika Dorothea van Oostenrijk (1855-1857) | Sophie Frederika Dorothea van Oostenrijk (1855-1857) | Sophie Frederika Dorothea van Oostenrijk (1855-1857) | Sophie Frederika Dorothea van Oostenrijk (1855-1857) | Sophie Frederika Dorothea van Oostenrijk (1855-1857) | Sophie Frederika Dorothea van Oostenrijk (1855-1857) |                                             |                                             | Gisela Louise Marie van Oostenrijk (1856-1932) | Gisela Louise Marie van Oostenrijk (1856-1932) | Gisela Louise Marie van Oostenrijk (1856-1932) | Gisela Louise Marie van Oostenrijk (1856-1932) | Gisela Louise Marie van Oostenrijk (1856-1932) | Gisela Louise Marie van Oostenrijk (1856-1932) |  |  | Rudolf Frans Karel Jozef van Oostenrijk (1858-1889) | Rudolf Frans Karel Jozef van Oostenrijk (1858-1889) | Rudolf Frans Karel Jozef van Oostenrijk (1858-1889) | Rudolf Frans Karel Jozef van Oostenrijk (1858-1889) | Rudolf Frans Karel Jozef van Oostenrijk (1858-1889) | Rudolf Frans Karel Jozef van Oostenrijk (1858-1889) |                                          |                                          | Marie Valerie van Oostenrijk (1868-1924) | Marie Valerie van Oostenrijk (1868-1924) | Marie Valerie van Oostenrijk (1868-1924) | Marie Valerie van Oostenrijk (1868-1924) | Marie Valerie van Oostenrijk (1868-1924) | Marie Valerie van Oostenrijk (1868-1924) |                                             |                                             |                                             |                                             |                                             |                                             |                                  |                                  |                                |                                |                                |                                |  |  |  |  |  |  |  |  |  |  |  |  |  |  |  |  |  |  |  |  |  |  |  |  |  |  |  |  |  |  |  |  |  |  |  |  |  |  |  |  |  |  |  |  |  |  |  |  |